# Saint-Lambert-la-Potherie
Saint-Lambert-la-Potherie est une commune française située dans le département de Maine-et-Loire, en région Pays de la Loire.

## Géographie

### Localisation
Commune angevine, Saint-Lambert-la-Potherie se situe à 9 km à l'ouest d'Angers, aux abords de la route D 105, La Meignanne - Saint-Léger-des-Bois.
Communes limitrophes

### Topographie, géologie et relief
Son territoire se situe sur les unités paysagères des marches du Segréen et du plateau du Segréen.
Le terrain silurien inférieur occupe toute l'étendue de la Commune.
La commune reste abondamment boisée : bois et étang occupent encore 200ha, 714ha sont encore exploité par l’agriculture en 2000. Une grande partie, classée en ZNIEF de catégorie 2, se situe dans la zone des affleurements granitiques, avec un maillage bocager important.

### Hameaux et quartiers
En dépendent, les hameaux et les lieux-dits dont les noms suivent : l'Angevine, l'Archerie, la Bazinnière, le Beaumortier, la Bellangerie, Bois-des-Chatteries, le Bois-du-Vieux, les Bouillons, les Buissons, la Buronnière, la Chaussée, le Chêne-Vert, la Clairière, la Cotinière, le Défait, le Defay, les Ecots, les Eglantiers, la Farauderie, les Faux, la Fessardière, Flutourne, la Gilietterie, le Grand-Mainguet, la Grande-Pièce, la Grande-Rangée, les Landes, la Landière, le Landreau, les Lilas, Luigné, la Mainguettière, la Marionnière, le Morisson, la Morozière, les Noisetiers, l'Orangerie, la Pâquerette, la Perrière, le Pertuis, le Petit-Mainguet, la Petite-Rocée, Pont-Perrin, le Pré-de-la-Chaussée, la Renardière, Rocbrune, la Thuaudière, les Trois-Chênes, le Vallon, etc.

### Climat
Pour des articles plus généraux, voir Climat des Pays de la Loire et Climat de Maine-et-Loire.
En 2010, le climat de la commune est de type climat océanique altéré, selon une étude du CNRS s'appuyant sur une série de données couvrant la période 1971-2000. En 2020, Météo-France publie une typologie des climats de la France métropolitaine dans laquelle la commune est exposée à un climat océanique et est dans une zone de transition entre les régions climatiques « Bretagne orientale et méridionale, Pays nantais, Vendée » et « Moyenne vallée de la Loire ».
Pour la période 1971-2000, la température annuelle moyenne est de 11,8 °C, avec une amplitude thermique annuelle de 14,2 °C. Le cumul annuel moyen de précipitations est de 667 mm, avec 11,7 jours de précipitations en janvier et 6 jours en juillet. Pour la période 1991-2020, la température moyenne annuelle observée sur la station météorologique de Météo-France la plus proche, sur la commune de Beaucouzé à 4 km à vol d'oiseau, est de 12,6 °C et le cumul annuel moyen de précipitations est de 709,3 mm,. Pour l'avenir, les paramètres climatiques de la commune estimés pour 2050 selon différents scénarios d'émission de gaz à effet de serre sont consultables sur un site dédié publié par Météo-France en novembre 2022.
| Mois                                  | jan.             | fév.             | mars           | avril           | mai             | juin           | jui.           | août           | sep.           | oct.            | nov.          | déc.             | année      |
| ------------------------------------- | ---------------- | ---------------- | -------------- | --------------- | --------------- | -------------- | -------------- | -------------- | -------------- | --------------- | ------------- | ---------------- | ---------- |
| Température minimale moyenne (°C)     | 3,3              | 2,9              | 4,6            | 6,3             | 9,6             | 12,6           | 14,3           | 14,3           | 11,4           | 9,3             | 5,9           | 3,5              | 8,2        |
| Température moyenne (°C)              | 6                | 6,4              | 9              | 11,3            | 14,7            | 18,1           | 20             | 20,1           | 16,9           | 13,4            | 9,1           | 6,3              | 12,6       |
| Température maximale moyenne (°C)     | 8,8              | 9,9              | 13,3           | 16,4            | 19,9            | 23,5           | 25,8           | 25,9           | 22,4           | 17,4            | 12,3          | 9,2              | 17,1       |
| Record de froid (°C) date du record   | −15,4 17.01.1987 | −12,8 04.02.1963 | −10,6 01.03.05 | −3,4 12.04.1986 | −1,6 07.05.1957 | 2,3 12.06.1957 | 4,5 05.07.1965 | 5,1 05.08.1967 | 2,5 19.09.1952 | −3,2 29.10.1947 | −8 23.11.1956 | −13,4 29.12.1964 | −15,4 1987 |
| Record de chaleur (°C) date du record | 17,1 15.01.1975  | 21,2 15.02.1958  | 24,8 30.03.21  | 29,7 30.04.05   | 32,8 29.05.1947 | 40,1 18.06.22  | 40,7 18.07.22  | 38,7 07.08.20  | 35,7 14.09.20  | 30,5 02.10.23   | 22,2 08.11.15 | 19 07.12.00      | 40,7 2022  |
| Ensoleillement (h)                    | 684              | 977              | 1 423          | 1 796           | 205             | 2 242          | 2 353          | 2 253          | 1 917          | 1 209           | 841           | 708              | 18 451     |
| Précipitations (mm)                   | 69,9             | 54,4             | 52,8           | 54,7            | 59,4            | 48,7           | 45             | 48,2           | 56,5           | 71,9            | 72,9          | 74,9             | 709,3      |

## Urbanisme

### Typologie
Au 1er janvier 2024, Saint-Lambert-la-Potherie est catégorisée bourg rural, selon la nouvelle grille communale de densité à sept niveaux définie par l'Insee en 2022.
Elle appartient à l'unité urbaine de Saint-Lambert-la-Potherie, une unité urbaine monocommunale constituant une ville isolée,. Par ailleurs la commune fait partie de l'aire d'attraction d'Angers, dont elle est une commune de la couronne,. Cette aire, qui regroupe 81 communes, est catégorisée dans les aires de 200 000 à moins de 700 000 habitants,.

### Occupation des sols
L'occupation des sols de la commune, telle qu'elle ressort de la base de données européenne d’occupation biophysique des sols Corine Land Cover (CLC), est marquée par l'importance des territoires agricoles (68,6 % en 2018), en diminution par rapport à 1990 (79,8 %). La répartition détaillée en 2018 est la suivante : 
prairies (50,5 %), forêts (21,4 %), zones urbanisées (10 %), terres arables (9,7 %), zones agricoles hétérogènes (8,4 %). L'évolution de l’occupation des sols de la commune et de ses infrastructures peut être observée sur les différentes représentations cartographiques du territoire : la carte de Cassini (XVIIIe siècle), la carte d'état-major (1820-1866) et les cartes ou photos aériennes de l'IGN pour la période actuelle (1950 à aujourd'hui).

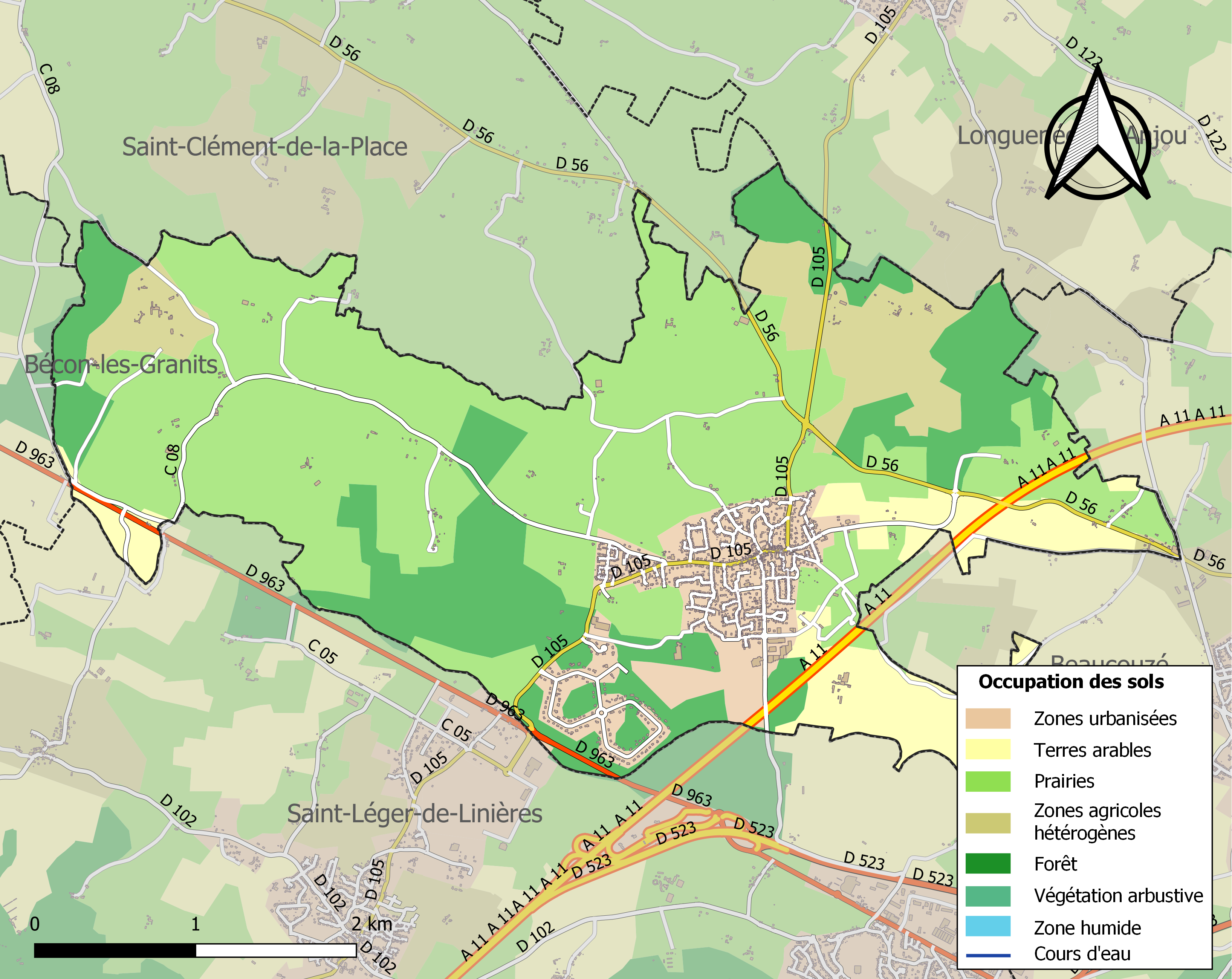
Carte des infrastructures et de l'occupation des sols de la commune en 2018 (CLC).

## Toponymie
Formes anciennes du nom : Sancti Lamberti 1050-1075, Presbyter Sancti Lamberti 1093, Ecclesia beati Lamberti de Poteria 1212, Dominus Sancti Lamberti de la Potherie 1230, Sanctus Lambertus de Poteriis 1576, St-Lambert-de-la-Potherie 1419, La Potherie ou La Poterie nom révolutionnaire,.
La construction au XIe siècle de la première église est dédiée à Lambert de Maastricht, évêque du VIIe siècle. Quant au nom de la Potherie, il pourrait désigner un endroit humide et non un ancien atelier de potiers.
On appelle les habitants de Saint-Lambert-la-Potherie les Lambertois.

## Histoire
Sous l'Ancien Régime, la paroisse dépendait de l'archidiaconé d'Outre-Maine et du doyenné de Candé, de l’élection et des aides d'Angers, du district en 1788 de Saint-Georges-sur-Loire, puis en 1790 d'Angers.
Électrification du bourg en 1925 et adduction d'eau potable en 1965.

## Politique et administration

### Administration municipale

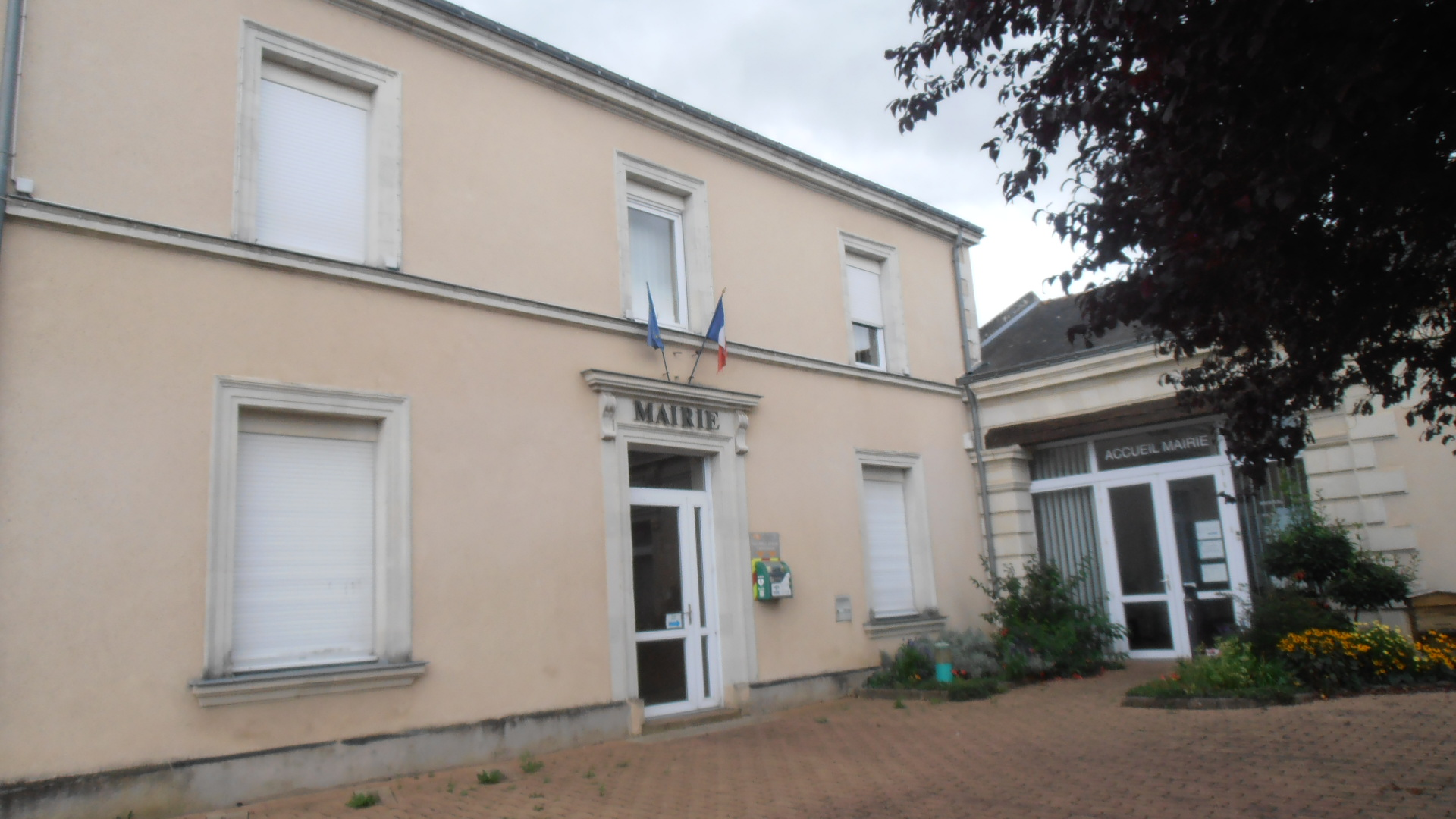
La mairie.

| Période                                  | Période                       | Identité                         | Étiquette | Qualité                                   |
| ---------------------------------------- | ----------------------------- | -------------------------------- | --------- | ----------------------------------------- |
| 1789                                     | 1790                          | Nicolas Huteau                   |           |                                           |
| 1790                                     | 1791                          | Nicolas Tassin                   |           |                                           |
| 1791                                     | 1793                          | Louis Grandin                    |           |                                           |
| 1796                                     | 1808                          | Toussaint Jouanneau              |           |                                           |
| 2 janvier 1808                           | 1810 (décès)                  | Marin de Boylesve père           |           |                                           |
| 7 septembre 1810                         | 16 septembre 1811 (démission) | Marin de Boylesve fils           |           |                                           |
| 20 janvier 1812                          | 1821                          | Toussaint Jouanneau              |           |                                           |
| 25 mai 1821                              | 1827                          | François Rivron                  |           |                                           |
| 17 avril 1827                            | 1851 (démission)              | René Saulnier                    |           |                                           |
| 6 avril 1851                             | 1881                          | François Rivron                  |           |                                           |
| 1881                                     | 1883                          | André Tessié de la Motte (décès) |           |                                           |
| 18 mai 1884                              | 1908                          | Eugène Chevalier                 |           |                                           |
| 17 mai 1908                              | 1922 (démission)              | André Tessié de la Motte         |           |                                           |
| 24 septembre 1922                        | 1943                          | Victor Giron                     |           |                                           |
| 1943                                     | 1947                          | Pierre Houdebine                 |           |                                           |
| 1947                                     | 1957                          | Alfred Rétif                     |           |                                           |
| 1957                                     | mars 1983                     | Raymond Grasset                  |           |                                           |
| mars 1983                                | juin 1995                     | Lucette Couette                  |           |                                           |
| juin 1995                                | mars 2001                     | Gérard Heurtel                   |           | Retraité                                  |
| mars 2001                                | mai 2020                      | Pierre Vernot                    | DVG       | Ingénieur Vice-président du SIÉML         |
| mai 2020                                 | En cours (au 29 mai 2020)     | Corinne Grosset                  |           | Mère au foyer, ancienne adjointe au maire |
| Les données manquantes sont à compléter. |                               |                                  |           |                                           |

### Intercommunalité
La commune est intégrée à la communauté urbaine Angers Loire Métropole depuis disparition de la communauté d'agglomération d'Angers Loire Métropole, elle-même membre du syndicat mixte Pays Loire-Angers.
La commune adhère également au syndicat intercommunal d'assainissement agricole du Brionneau et de la Mayenne (syndicat Brionneau-Mayenne).

## Population et société

### Démographie

#### Évolution démographique
L'évolution du nombre d'habitants est connue à travers les recensements de la population effectués dans la commune depuis 1793. Pour les communes de moins de 10 000 habitants, une enquête de recensement portant sur toute la population est réalisée tous les cinq ans, les populations de référence des années intermédiaires étant quant à elles estimées par interpolation ou extrapolation. Pour la commune, le premier recensement exhaustif entrant dans le cadre du nouveau dispositif a été réalisé en 2007.

En 2022, la commune comptait 2 961 habitants, en évolution de +8,42 % par rapport à 2016 (Maine-et-Loire : +2,12 %, France hors Mayotte : +2,11 %).
| 1793 | 1800 | 1806 | 1821 | 1831 | 1836 | 1841 | 1846 | 1851 |
| ---- | ---- | ---- | ---- | ---- | ---- | ---- | ---- | ---- |
| 406  | 237  | 427  | 442  | 414  | 433  | 429  | 489  | 484  |

| 1856 | 1861 | 1866 | 1872 | 1876 | 1881 | 1886 | 1891 | 1896 |
| ---- | ---- | ---- | ---- | ---- | ---- | ---- | ---- | ---- |
| 475  | 505  | 500  | 493  | 495  | 464  | 471  | 469  | 475  |

| 1901 | 1906 | 1911 | 1921 | 1926 | 1931 | 1936 | 1946 | 1954 |
| ---- | ---- | ---- | ---- | ---- | ---- | ---- | ---- | ---- |
| 415  | 428  | 424  | 376  | 374  | 383  | 366  | 420  | 428  |

| 1962 | 1968 | 1975 | 1982  | 1990  | 1999  | 2006  | 2007  | 2012  |
| ---- | ---- | ---- | ----- | ----- | ----- | ----- | ----- | ----- |
| 385  | 421  | 744  | 1 688 | 2 079 | 2 209 | 2 356 | 2 378 | 2 541 |

| 2017  | 2022  | - | - | - | - | - | - | - |
| ----- | ----- | - | - | - | - | - | - | - |
| 2 843 | 2 961 | - | - | - | - | - | - | - |

#### Pyramide des âges
La population de la commune est relativement jeune.
En 2018, le taux de personnes d'un âge inférieur à 30 ans s'élève à 38,6 %, soit au-dessus de la moyenne départementale (37,2 %). À l'inverse, le taux de personnes d'âge supérieur à 60 ans est de 21,7 % la même année, alors qu'il est de 25,6 % au niveau départemental.
En 2018, la commune compte 1 400 hommes pour 1 480 femmes, soit un taux de 51,39 % de femmes, légèrement supérieur au taux départemental (51,37 %).
Les pyramides des âges de la commune et du département s'établissent comme suit.
| Hommes | Classe d’âge | Femmes |
| ------ | ------------ | ------ |
| 0,1    | 90 ou +      | 0,2    |
| 3,5    | 75-89 ans    | 3,8    |
| 18,3   | 60-74 ans    | 17,5   |
| 20,2   | 45-59 ans    | 19,2   |
| 19,0   | 30-44 ans    | 20,8   |
| 15,9   | 15-29 ans    | 16,3   |
| 22,9   | 0-14 ans     | 22,2   |

| Hommes | Classe d’âge | Femmes |
| ------ | ------------ | ------ |
| 0,9    | 90 ou +      | 2,1    |
| 7      | 75-89 ans    | 9,5    |
| 16,2   | 60-74 ans    | 16,9   |
| 19,4   | 45-59 ans    | 18,7   |
| 18,2   | 30-44 ans    | 17,5   |
| 18,8   | 15-29 ans    | 17,6   |
| 19,5   | 0-14 ans     | 17,6   |

## Économie
Sur 111 établissements présents sur la commune à fin 2010, 9 % relèvent du secteur de l'agriculture (pour une moyenne de 17 % sur le département), 7 % du secteur de l'industrie, 13 % du secteur de la construction, 53 % de celui du commerce et des services et 18 % du secteur de l'administration et de la santé. Cinq ans plus tard, en 2015, sur les 144 établissements présents, 7 % relèvent du secteur de l'agriculture (pour une moyenne de 11 % sur le département), 6 % du secteur de l'industrie, 10 % de celui de la construction, 62 % du secteur du commerce et des services et 15 % de celui de l'administration et de la santé.

## Culture locale et patrimoine

### Lieux et monuments
Saint-Lambert-la-Potherie possède plusieurs monuments :
- La chapelle de l'ancien château de la Coltrie, de style XVe, conserve d'anciens vitraux provenant de l'église de Saint-Mathurin[33].
- Le château de la Chaussée (XIXe siècle). Celui de la Coltrie a été détruit en 1978[34].
- Le dolmen de la Coltrie, monument à deux compartiments et portique écroulé, mégalithe préhistorique ayant vraisemblablement abrité des sépultures[33],[35].
- L'église est dédiée à saint Lambert, évêque de Maastricht. Bien que remaniée au XIXe siècle, elle présente encore d'anciennes ouvertures romanes visibles dans son mur nord. Elle contient deux statues de saint Maurille[36] et de saint Maurice[37] (XVIIe ou XVIIIe), et deux autels latéraux construits au début du XVIIIe par l'architecte Poisson et le sculpteur Dubois. Le clocher est reconstruit en 1828 par l'architecte François[38].
- La mairie est l'œuvre au XIXe siècle de l'architecte Sébastien Dellêtre. Elle se dresse au centre du bourg et comprend à l'origine une classe au rez-de-chaussée et une salle de mairie au 1er étage avec logement de fonction pour l'instituteur. En 1987, cette vieille bâtisse fait l'objet d'un réaménagement et d'une restauration complète[34].
- Le monument aux morts est érigé dans le cimetière communal. Pyramide en pierre de Lavoux avec piédestal[33].
- Le presbytère est modernisé en 1746. Vendu pendant la Révolution, il est placé sous séquestre en 1889 et remis au bureau de bienfaisance. Il devient en 1916 la propriété du comte de l'Estoille qui le remet, en 1935, à l'association diocésaine[33].